# Insolvenzanfechtung
Als Insolvenzanfechtung bezeichnet man ein Instrument des Insolvenzrechts, das Bestandteil zahlreicher Rechtsordnungen ist. Die Anfechtung ermöglicht es Insolvenzverwaltern, Vermögensverschiebungen, die der Schuldner im Vorfeld des Insolvenzverfahrens vornimmt, im Rahmen eines solchen Verfahrens rückgängig zu machen. Hierdurch wird das als Insolvenzmasse bezeichnete Vermögen des Insolvenzschuldners, das im Rahmen des Verfahrens an die Gesamtheit der Gläubiger ausgeschüttet wird, vor Schmälerungen geschützt.

## Deutschland
In Deutschland wird die Insolvenzanfechtung in §§ 129–144 der Insolvenzordnung geregelt.

## Österreich
Im österreichischen Insolvenzrecht ist die Anfechtung in den §§ 27–43 der Insolvenzordnung (IO) geregelt.